# 循道學校
循道學校（英語：Methodist School）位於香港九龍京士柏衛理道12號，屬於校網31號。學校創立於1951年，現任校長為陳淑英女士。校訓為「遵循主道」。
學校已於2011年5月遷至衛理道新校舍（前身為英軍已婚軍官宿舍Worcester Heights 及Canterbury Court），其原加士居道校舍（部分為原葛量洪教育學院新翼）供屬會中學循道中學使用，及後校舍東部建築物改為伊利沙伯醫院綜合服務區大樓的一部分。

## 校政管理
歷任校監
- 黎伯廉 牧師（1951年，創校校監，前佛山華英中學第二任校長）
- 顧克 牧師（1952年-1953年）
- 趙友仁 牧師（1954年-1959年）
- 計理仁 牧師（1960年-1962年）
- 狄更生 女士（1963年-1965年）
- 屈海圻 先生[2]（1966年-1972年）
- 文國偉 牧師（1973年-1979年）
- 沈立仁 牧師（1980年）
- 黃作 牧師（1981年-1988年）
- 楊豪萬 牧師（1989年-1990年）
- 李炳光 牧師（1990年-1995年）
- 袁天佑 牧師[3]（1996年-2001年）
- 陳崇一 醫生（2002年起，現任校監）

歷任校長
- 李連枝先生 （1951年 - 1962年，1958年起兼任同系循道中學校長）
- 方永祥先生 （1962年 - 1971年，後調任同系華英中學校長）
- 黃林智靈女士 （1971年 - 1986年）
- 屈黃碧燕女士 （1986年 - 2003年）
- 簡翠萍女士 （2003年 - 2004年）
  - 梁溢煌先生（署任）（2004年）
- 王國江先生 （2004年 - 2011年；由中華傳道會呂明才小學轉職）
- 林惠嫦女士 （2011年 - 2022年）
- 陳淑英女士 （2022年 - ）

## 辦學宗旨
該校宗旨為：「本基督精神，發展全人教育，藉宣講福音，培育豐盛生命」。

## 校徽
藍色象徵信實。「循道」二字，乃校訓「遵循主道」之簡寫，也是該校之名稱，同時表示該校乃中華基督教循道公會香港教區所設立和辦理。
正中白色十字，象徵耶穌基督，表示人生要以基督為中心。
四個紅藍色相間之方格，代表德、智、體、群四育之均衡發展。
厚書是聖經，本會學校注重基督教宗教教育，生活以聖經為基礎。
聖經上另一本書是代表廣博的學問。
燃點的古燈，象徵為基督發光，照亮週圍，服務社會。

## 校歌
第一節：巍峨瑰麗，黌舍聳立，是我循道雄姿。
　　　　其聲其譽，我樂頌揚，其名繫我維思。
第二節：切磋琢磨，為學孜孜，藏修息遊於斯。
　　　　建業立德，奠我根基，前路揚鑣分馳。
第三節：雖則分馳，我心靡離，摯愛互為連繫。
　　　　親切友誼，作我羈縻，直至永世無既。
副歌：循道循道，其名芬菲。我眾樂歌不疲。
　　　精誠愛護，協力保持。但願永世昌，丕。

## 著名/傑出校友
教育界
- 陳江潮（1954年小六）：聖若瑟英文中學第三任校長[5]
- 周小梅（1957年小六）：前沙田循道衛理小學校長[6]
- 黃榮添（1958年小六）：前寧波公學校長[6]
- 黎李群娣（1963年小六[6]）：前聖公會蔡功譜中學校長[7]
- 劉湘文（1963年小六下午校）：宣美語言及聽覺訓練中心創辦人兼總幹事、香港人道年獎2015得獎人[8][註 1]
- 文樹森（1965年小六）：香港浸會大學電影學院副總監及首席講師[5]
- 吳潤瑛（1970年小六）：華盛頓大學塔科馬分校教育學系教授[6]
- 陳竟明（1972年小六）：香港中文大學生命科學學院副教授及環境科學課程主任[9]
- 歐陽耀南（1973年小六）：香港專業教育學院產業及設施管理系高級講師[6]
- 朱明中（1973年小六）：香港中文大學物理系教授兼系主任[6]
- 洪雪蓮（1974年小六）：香港浸會大學社會工作系教授兼系主任[6]
- 植頌匡（1977年小六）：聖公會蔡功譜中學校監[6]
- 鍾劍修（1981年小六）：前香港浸會大學經濟學系教授、中央研究院經濟研究所客座教授[6]
- 碧樺依（1994年小六）：前香港中文大學社會工作學系助理教授[10]

宗教界
- 張慕皚（1954年小六[5]）：前建道神學院院長[11]
- 梁郇光（1962年小六）：循道衞理聯合教會教育部副部長、葵涌循道中學校監[5]
- 陳謳明（小三肄業，後轉至他校就讀高小）：現任香港聖公會主教長

演藝、傳媒界
- 陳漢詩（1981年小六）：前香港女藝人[6]
- 溫兆倫：香港男藝人
- 梁彥宗：香港男主持及演員
- 黃貫中：香港男歌手[12]
- 伍立德：香港電台電視部編導、記者、香港記者協會執行委員
- 朱明潔：1981年全美華埠小姐競選季軍、前海洋皇宮董事副總經理及前海城酒樓夜總會董事（藝人李昭南之母親）[註 2]

商界
- 黃錫禧（1954年小六）：前奇華餅家有限公司高級執行董事兼董事總經理[5]
- 葉希德（1958年小六）：瑞士維美源素國際有限公司及高級護膚品牌 La Prairie 創立人[6]
- 林師龐（1959年小六）：ASM太平洋科技有限公司聯席創辦人兼前行政總裁[5]
- 雲維庸（1963年小六）：前中國恆天立信聯席董事總經理[5]
- 門宗偉（1968年小六）：《加拿大商報》社長[5]
- 溫子勳（1977年小六）：前中國油氣控股執行董事兼財務總監[6]
- 王克戎（1978年小六）：太平洋網絡公司秘書及財務總監[6]
- 管仲連（陳德源）：前加拿大上市公司嘉漢林業主席兼創辦人、專欄作家[13]

公共事業、政界
- 周修德（1956年小六）：前房屋署總建築師、香港公共屋邨設計者[5]
- 鄧婉湄（1963年小六）：香港警察歷史上首位女性警目[5]
- 區皚寧（1977年小六）：房屋署助理署長（行政）[6]
- 蕭仁淦（1985年小六）：律政司資訊科技主管[14]
- 司徒子朗：香港政治人物[15]
- 鄺頌晴（上午校）：香港政治人物[16]

其他界別
- 范世義，JP（1958年小六）：香港執業會計師、香港房屋協會委員、1986年香港十大傑出青年[6]
- 彭祖溢（1955年小六）：麻醉科專科醫生、前 University of Texas Southwestern Medical Center 麻醉科助理教授[6]
- 陳崇一（1965年小六）：前香港浸會醫院及雅麗氏何妙齡那打素醫院行政總監[5]
- 朱知梅（1966年小六）：香港血液專科醫生、香港大學深圳醫院顧問醫生（內科）[6]

## 外部連結
- 循道學校官方網頁 （页面存档备份，存于）